# 6LowPAN
6LoWPAN és un protocol de comunicacions sense cables via ràdio-freqüència (xarxa sense fil). Està dirigit al sector domèstic (domòtica), edificis terciaris (immòtica) i a ciutats (urbòtica: xarxa d'àrea metropolitana). ZigBee està basat en la norma IEEE 802.15.4 i IPv6. 6LowPAN segueix la recomanació [[rfc:4944|RFC 4944]] del organisme IETF (actualitzat per [[rfc:6282|RFC 6282]], RFC 6775, [[rfc:4919|RFC 4919]]).

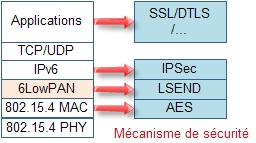
fIG.1 Capes del protocol 6LowPAN

Destinat a crear xarxes d'àrea personal de baixa potència i baixa velocitat de transmissió de dades. Aquest protocol pot ésser emprat en la Internet de les coses.

## Introducció
Característiques principals del protocol 6LoWPAN:
1. Orientat a dispositius de baix cost, curt abast (100m en camp obert) i baix consum d'energia (ideal per a dispositius a bateria).
2. Baixa potència d'emissió segons normativa del Institut Europeu de Normes de Telecomunicació ETSI 300 220.
3. Utilitza una banda sense llicència ISM.
4. Empra una topologia de Xarxa en Malla per a aconseguir un abast més llarg.
5. És un protocol totalment obert: programari lliure.
6. Està basat en el protocol IPv6 en la capa de xarxa.

## Història
El protocol 6LoWPAN va ser concebut per l'IETF (organització sense ànim de lucre).

## Aplicacions
Permet la creació de protocols de comunicació d'alt nivell com per exemple Thread.

## Arquitectura
ZigBee s'estructura en les següents capes, veure Fig.1:
- Capa física (PHY) definida per la norma IEEE 802.15.4
- Capa d'enllaç de dades (MAC) definida per la norma IEEE 802.15.4
- Capa de xarxa definida per l'especificació 6LoWPAN.
- Capa d'aplicació definida per l'especificació 6LoWPAN.

## Circuits integrats per a implementar ZigBee
- IC de Texas Instruments: CC2520, CC2531
- IC de NXP: JN5161, JN5164, JN5168, JN5169, JN5174, JN5174,JN5178, JN5179 Arxivat 2017-01-16 a Wayback Machine.
- IC de Silicon labs: EFR32MG, EM358x, EM359x, EM35x, EM34x
- IC de qorvo: RF6525, RF6535, RF 6545, RF6555, RF6575, RFFM6204, RFFM6205
- IC de Lapis secimonductor: ML7246, ML7266, ML7275 Arxivat 2017-01-16 a Wayback Machine.
- IC de IDT: ZWIR4532

Comparativa de paràmetres:
NA: No Aplica
| IC                                           | Transceptor CPU+Transceptor | Protocols                          | CPU           | Flaix (màx) | RAM  | E2PROM | OTA | Freqüència Cristall MHz | Seguretat                                                            | Perifèrics                    | E/S | Tempo- ritzadors | ADC | Consum Rx | Consum Tx | Sensibilitat Rx | Encapsulat | Consulta |
| -------------------------------------------- | --------------------------- | ---------------------------------- | ------------- | ----------- | ---- | ------ | --- | ----------------------- | -------------------------------------------------------------------- | ----------------------------- | --- | ---------------- | --- | --------- | --------- | --------------- | ---------- | -------- |
| CC2520                                       | Transceptor                 | ZigBee 6LowPAN                     | NA            | NA          | NA   | NA     | NA  | 32                      | NA                                                                   | NA                            | NA  | NA               | NA  | 18,5mA    | 5 dBm     | -98 dBm         | VQFN       | 2017     |
| CC2630                                       | CPU+Transceptor             | ZigBee 6LowPAN                     | 8051          | 256KB       | 8K   | -      | Sí  | 48                      | 128-bit AES                                                          | USB DMA USART SPI             | 21  | 2                | 8   | 20,5mA    | 4,5 dBm   | -98 dBm         | QFN40      | 2017     |
| CC2531                                       | CPU+Transceptor             | ZigBee 6LowPAN                     | 8051          | 256KB       | 8K   | -      | No  | 24                      | 128-bit AES                                                          | USB DMA USART SPI             | 19  | 2                | 8   | 20mA      | 4,5 dBm   | -98 dBm         | QFN40      | 2017     |
| JN5179 Arxivat 2017-01-16 a Wayback Machine. | CPU+Transceptor             | ZigBee 6LowPAN                     | ARM Cortex-M3 | 512KB       | 32KB | 4KB    | Sí  | 32                      | 128-bit AES                                                          | PWM UART SPI I2C              | 18  | 6                | 6   | 12,5mA    | 10 dBm    | -96 dBm         | HVQFN40    | 2017     |
| EFR32MG                                      | CPU+Transceptor             | ZigBee 6LowPAN Thread Bluetooth LE | ARM Cortex-M4 | 256KB       | 32KB | -      | Sí  | 40                      | AES256/128 Hardware Crypto Accelerator with ECC, SHA-1, SHA-2        | UART SPI IrDA I2S RTC DMA I2C | 31  | 7                | 1   | 9,8mA     | 19,5 dBm  | -94 dBm         | 48 QFN     | 2017     |
| EM358x                                       | CPU+Transceptor             | ZigBee Thread                      | ARM Cortex-M3 | 512KB       | 32KB | -      | Sí  | 12                      | AES 128 hardware encryption engine with true random number generator | UART SPI USB DMA TWI          | 32  | 2                | 1   | 27mA      | 8 dBm     | -100 dBm        | 48 QFN     | 2017     |